# Mura di Pisa
Les murailles de Pise (en italien : Mura di Pisa) sont le système défensif qui entourent le centre historique de Pise, en Toscane. Elles constituent le plus ancien exemple en Italie de murailles de ville presque entièrement conservés.

## Description
Au moins trois remparts de la ville ont été confirmés, un romain, un du début du Moyen Âge et le dernier qui a survécu, celui construit à l'époque de la république de Pise. Pour la plupart encore présents, ils entourent le centre historique de la ville et se visitent en partie en altitude.
- L'enceinte romaine initiale, le long du rivage droit, se resserra au Moyen Âge, isola de nombreux édifices publics comme les port, les thermes, l'amphithéâtre, qui, tombés en ruine, ont servi de carrières pour les pierres de construction.
- Les fortifications suivantes, datent de 1155, sous le consulat de Coco Griffi, et elles ont été presque complètement  conservées.
- Graduellement avec l'expansion maritime de Pise, se développèrent des nouveaux quartiers avec des maisons, églises et monastères, particulièrement  à l'est et  au nord-est, mais aussi  à l'ouest dans la partie marécageuse du fleuve Auser[2].

### Des éléments encore visibles
- La citadelle de Pise (XIIIe siècle)
- La Cittadella Nuova (XVe siècle)

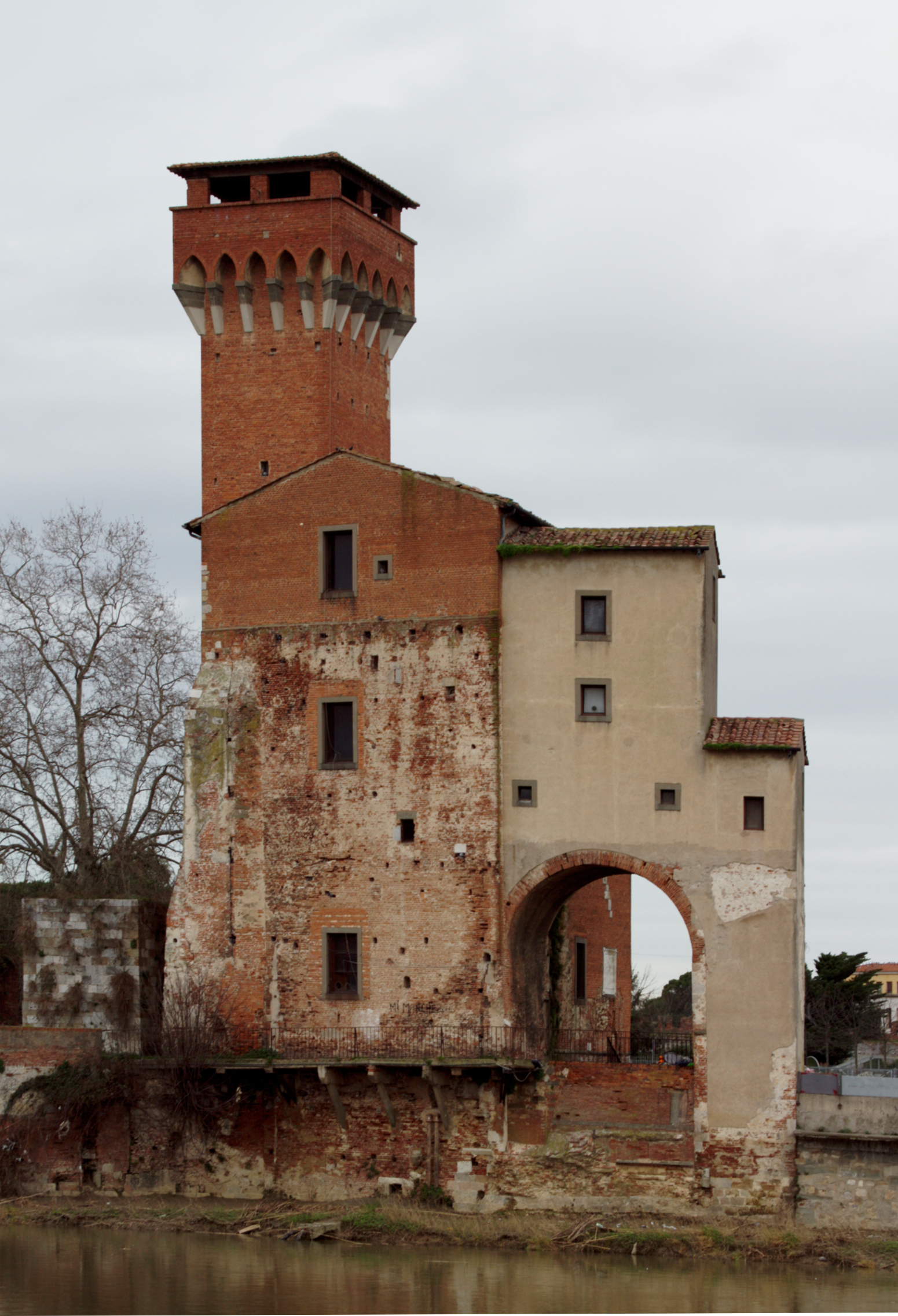
La Tour guelfe

- Le bastion Barbagianni (XVIe siècle)
- Le bastion Parlascio (XVe siècle)
- Le Bastione San Giorgio (it)
- Le Bastione Stampace (it)
- La Porta Buoza (it)
- La Porta Calcesana (it)
- La Porta di Santa Marta (it)
- La Porta San Zeno (Pisa) (it)
- La Porta del Parlascio (it)
- La Porta a Lucca (it)
- La Porta San Ranierino (it)
- La Porta San Martino in Guatolongo (it)
- La Porta del Leone (it)
- La Porta a Mare (it)
- La Porta Nuova (Pisa) (it)
- La Tour guelfe (XVe siècle)
- La tour du Lion (XIIe siècle)
- La tour Sainte-Agnès (XIIIe siècle)
- La tour Santa Maria (XIIe siècle)
- La Tour de San Martino in Guatolongo (XIIIe siècle)

## Galerie

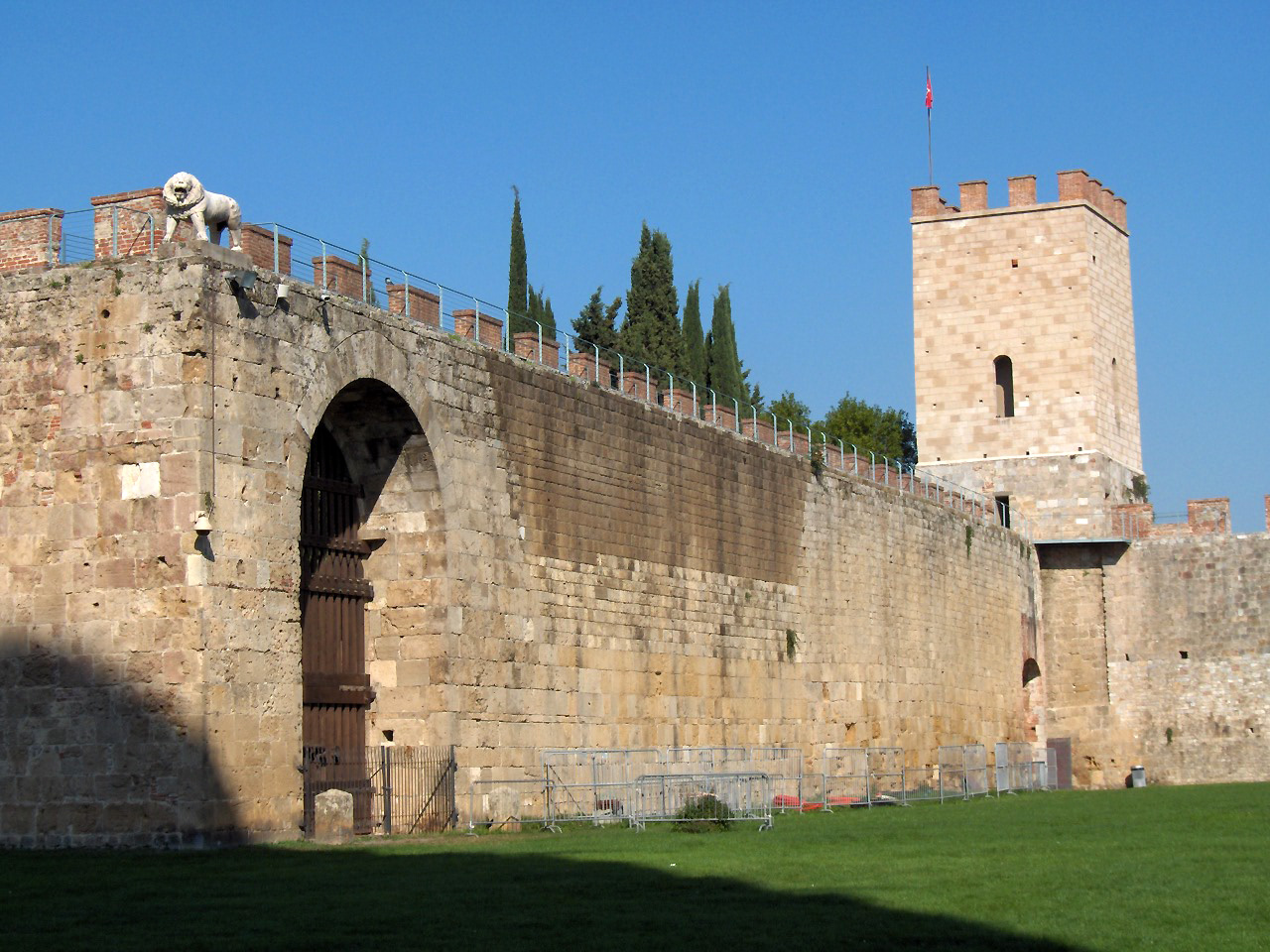
Les murailles près de la Torre di Santa Maria côté cité
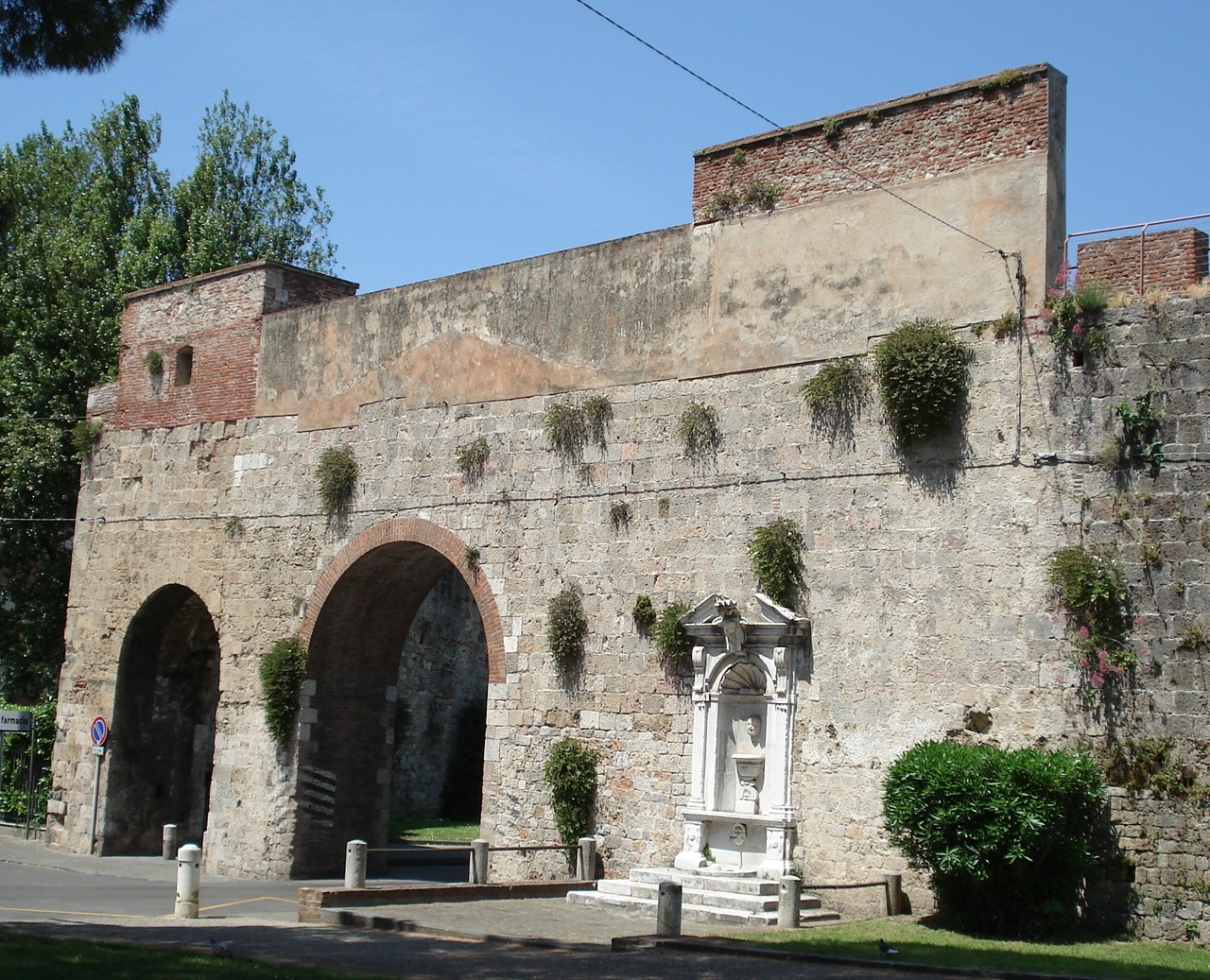
Porta Santa Marta et Fontana Medicea, du côté de la  Piazza delle Gondole.
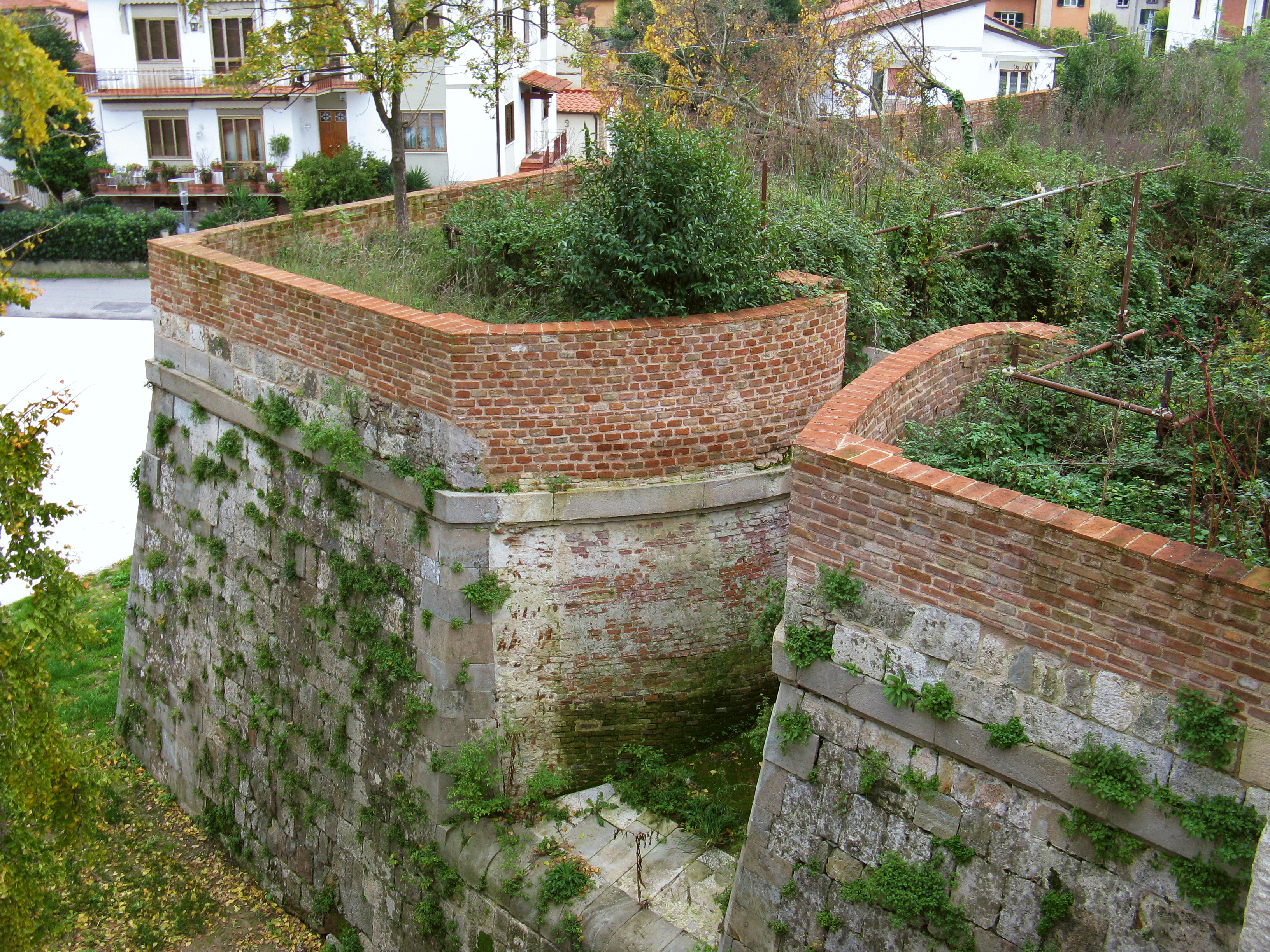
Bastione Barbagianni
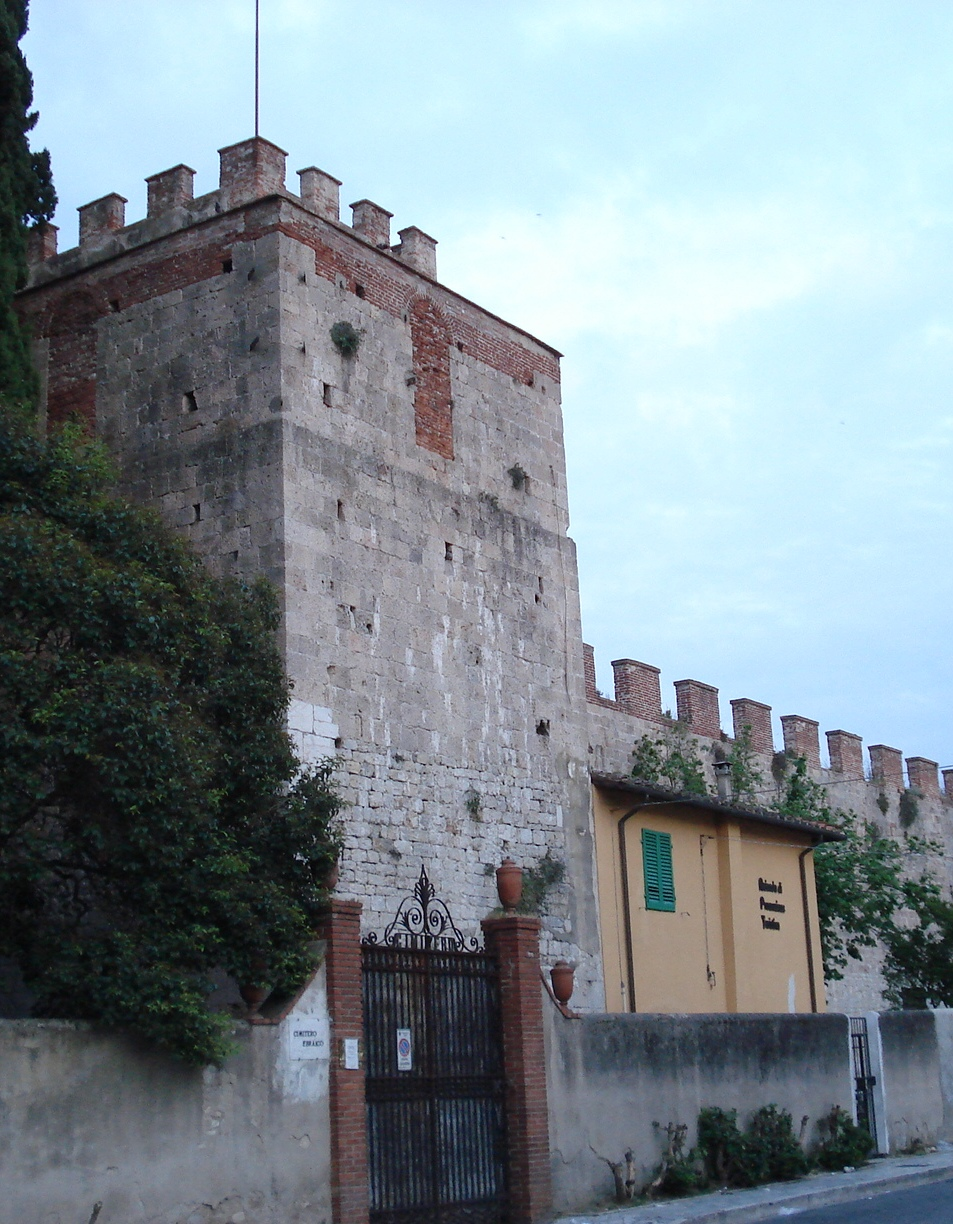
Torre di Catallo.

### Sources
- (it) Cet article est partiellement ou en totalité issu de l’article de Wikipédia en italien intitulé « Mura di Pisa » (voir la liste des auteurs).